# Matt Wiet
Matthew 'Matt' Wiet (Columbus, 23 september 1990) is een Amerikaans voetballer.

## Clubcarrière
Op 3 juli 2013 tekende Wiet bij Dayton Dutch Lions uit de USL Pro. Bij Dayton Dutch Lions speelde hij in vier competitiewedstrijden. Op 26 november 2013 tekende hij een 'homegrown' contract bij Major League Soccer club Columbus Crew. Hij werd in het seizoen van 2014 verhuurd aan zijn vorige club, Dayton Dutch Lions, waar hij negentien competitiewedstrijden speelde. 